# Barkóscinege
A barkóscinege (Panurus biarmicus) a madarak (Aves) osztályának verébalakúak (Passeriformes) rendjébe, ezen belül a Panuridae családjába és a Panurus nembe tartozó egyetlen faj.

## Rendszerezése
A fajt Carl von Linné svéd természettudós írta le 1758-ban, a Parus nembe Parus biarmicus néven.

## Alfajai
- Panurus biarmicus biarmicus (Linnaeus, 1758)
- Panurus biarmicus kosswigi Kumerloeve, 1959
- Panurus biarmicus russicus (C. L. Brehm, 1831)[2]

## Előfordulása
Európában ritka és rendszertelen költő madár. Németország északkeleti részében, Hollandiában, valamint Ausztriában is megtalálható. A legnagyobb egyedszámban Közép-Ázsiától Mandzsúriáig fordul elő. 
Természetes élőhelyei a mocsarak, tavak, folyók és patakok környéke. Állandó, nem vonuló faj.

### Kárpát-medencei előfordulása
Magyarországon állandó, rendszeres fészkelő. A Fertő tó nádrengetegében nagyobb számban előfordul. Vajdaságban, a Ludasi-tavi állománya szintén jelentős.

## Megjelenése
Testhossza 12-13 centiméter, szárnyfesztávolsága 16-18 centiméter, testtömege 12-18 gramm. A hím hátoldala és farka sárgásbarna, feje világosszürke, barkója és alsó farokfedői feketék. Szeme élénk borostyánsárga. A fiatalokhoz hasonlóan a tojónak sincsen barkója, és világosabb árnyalatú, mint a hím.
|  |  |

## Életmódja
Tavasszal és nyáron rovarokkal, apró csigákkal és pókokkal táplálkozik, télen a nád magját fogyasztja.

## Szaporodása

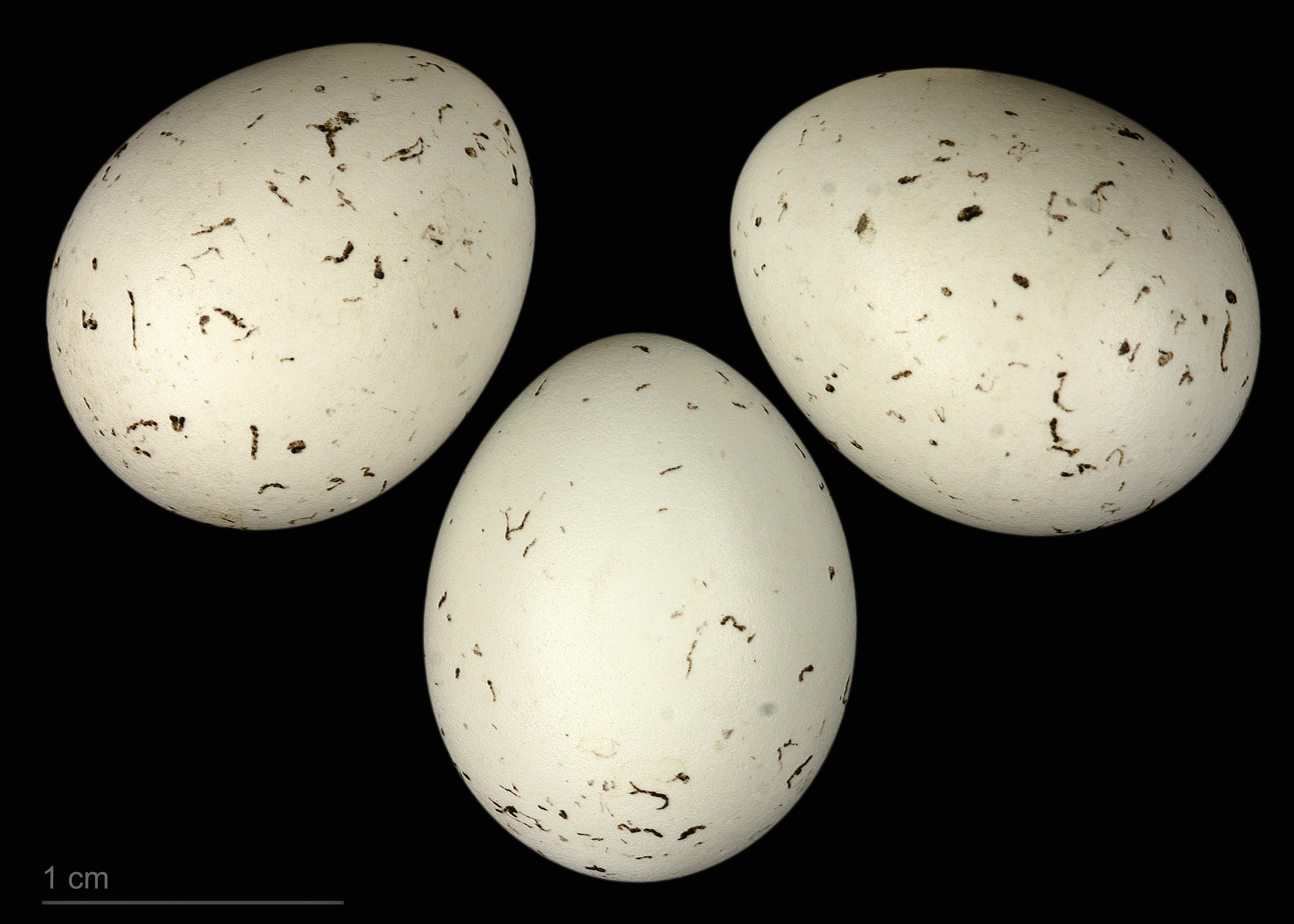
Panurus biarmicus biarmicus

Az ivarérettséget egyéves korban éri el. A költési időszak április–július között van. Évente kétszer-háromszor költ. A fészek jól el van rejtve a nádas között. Egy fészekalj 5–7 fehér, foltos, rovátkolt tojásból áll. A tojásokon mindkét szülő 12–13 napig kotlik. A fiatal madarak 9–13 napos korban válnak röpképessé.

## Természetvédelmi helyzete
Az elterjedési területe rendkívül nagy, egyedszáma is nagy. A Természetvédelmi Világszövetség Vörös listáján nem fenyegetett fajként szerepel. Magyarországon védett, természetvédelmi értéke 50 000 Ft. Fészkelő-állománya 12 000-15 000 párra tehető. A 2023.-as év madara.